# Камфорне дерево
Камфорний коричник, камфорний лавр, або камфорне дерево (Cinnamomum camphora; кит.: 樟; яп. 楠, クスノキ) — вид вічнозелених дерев роду коричників (Cinnamomum) родини лаврових.
Висота камфорного коричника коливається між 20-30 м. Його листя блискуче і воскувате на вигляд, довжиною 5- з численними прозорими точками, в яких міститься ефірна олія. При ламанні чи розтиранні листя коричника воно пахне камфорою. Весною у дерева з'являється яскравозелений листяний покрив з великою кількістю маленьких білих квіточок. Останні перетворюються на грона ягід, зовнішньо подібних до чорниці, товщина яких в середньому становить 1 см. Дерево має міцний і грубий стовбур тьм'яного відтінку.
З камфорного коричника добувають камфору, білу кристалічну речовину, яка століттями використовується як приправа у кулінарії, ароматична смола та ліки. Її запах відганяє комах і вбиває міль.
Камфорний коричник поширений на островах Тайвань і Хайнань, південно-західній Японії, південному Китаї, Кореї та Індокитаї, де його вирощують на деревину та для виробництва камфори. Цей вид також культивується на чорноморському узбережжі Кавказу.
В Японії велетенські дерева камфорного коричника можна часто зустріти в околицях синтоїстських свялищ і парках. Багато японських міст і містечкок затвердили його своїм муніципальним дерево-символом. Зокрема, коричник для Хіросіми — це уособлення життєдайної сили, яка надихала мешканців на відродження міста після ядерного бомбардування 1945 року, а для Наґої — це старі священні дерева, супутники місцевої святині Ацута.